# Helmsdorf (Geisenhausen)
Helmsdorf ist ein Gemeindeteil des Marktes Geisenhausen im niederbayerischen Landkreis Landshut.

## Lage
Der Weiler Helmsdorf liegt an der Kleinen Vils etwa fünf Kilometer nordöstlich von Geisenhausen an der Staatsstraße 2054.

## Geschichte
„Helmunesdoref“ wurde 926 bis 936 erstmals erwähnt, als der Edle Marawart seinen Besitz zu Diemannskirchen mit dem gesamten  Besitz der Freisinger Domkirche St. Maria bei Helmsdorf tauschte. Von der Sippe dieses Marchwart gelangten die Zehntrechte im 12. Jahrhundert an die Fraunhofer. Der Kröninger Forst an der Kleinen Vils erscheint im ersten Herzogsurbar (1231–1237) als „Amt Helmsdorf“. Im zweiten Herzogsurbar von um 1300 ist das Amt Helmsdorf nicht mehr vorhanden.
Helmsdorf bildete dann eine Obmannschaft im Amt Kirchberg des Landgerichtes Teisbach. 1752 bestand es aus drei Anwesen. Bei der Gemeindebildung 1818 kam Helmsdorf zur Gemeinde Diemannskirchen, mit der es 1978 im Zuge der Gebietsreform in Bayern in den Markt Geisenhausen eingegliedert wurde.

## Sehenswürdigkeiten
- Filialkirche St. Stephanus. Die barocke Anlage mit eingezogenem Chor entstand um 1700, der Westturm 1748. Kirchlich gehört Helmsdorf zur Pfarrei Dietelskirchen.